# 峨嵯山駅
峨嵯山駅（アチャサンえき）は、大韓民国ソウル特別市広津区陵洞にある、ソウル交通公社5号線の駅である。駅番号は545。子供大公園後門という副駅名がある。

## 歴史
- 1995年11月15日 - ソウル特別市都市鉄道公社（当時）5号線の駅として開業。
- 2017年5月31日 - ソウル特別市都市鉄道公社とソウルメトロが統合され、ソウル交通公社の駅となる。

## 駅構造
相対式ホーム2面2線の地下駅（曲線半径は400R）。出口は5番まである。

### のりば
案内上ののりば番号は設定されていない。
| 5号線ホーム |       |                                   |
| 上り        | 5号線 | 往十里・鍾路3街・汝矣島・傍花方面 |
| 下り        | 5号線 | 千戸・江東・上一洞・馬川方面      |

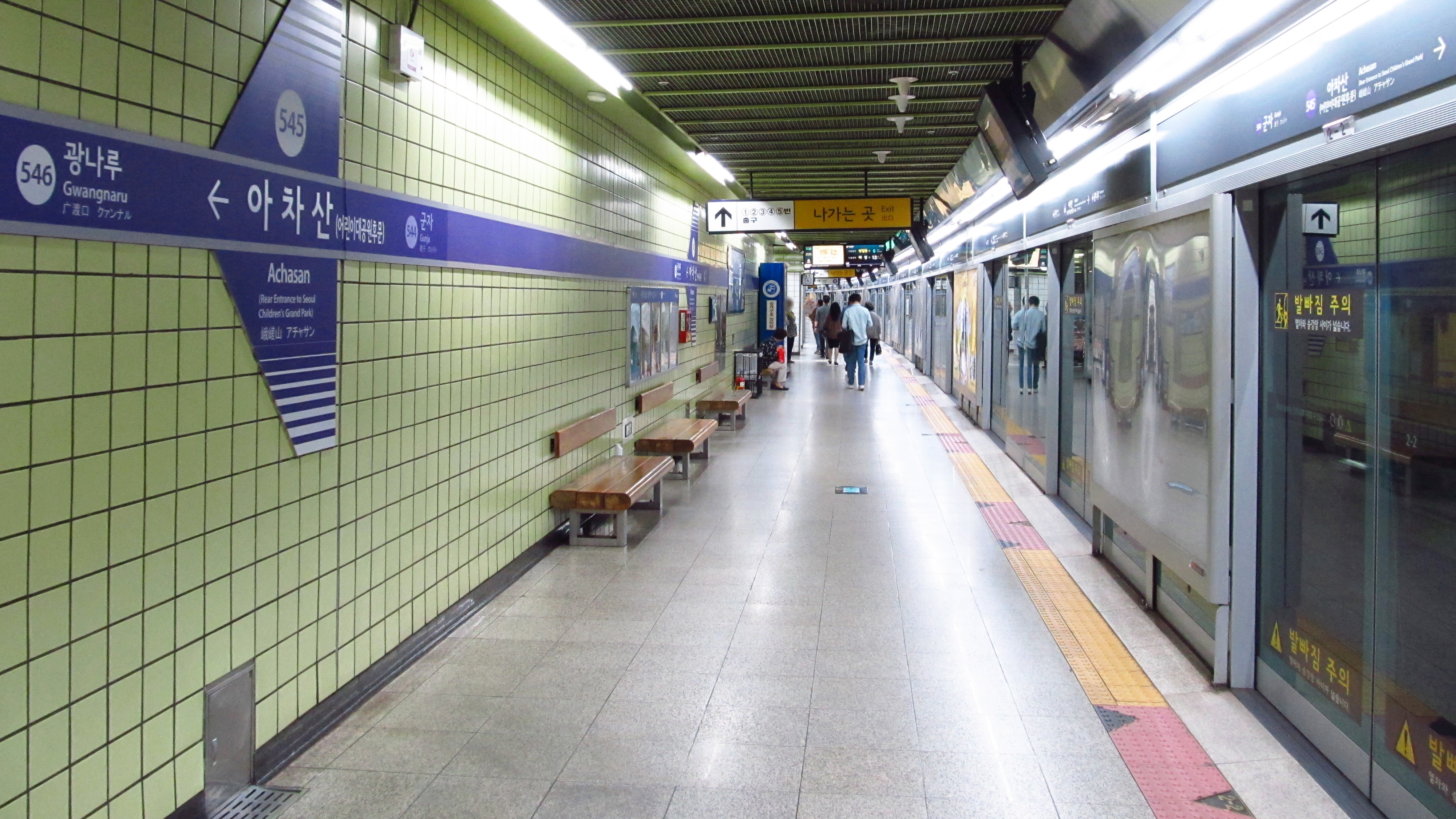
ホーム

## 利用状況
近年の一日平均利用人員推移は下記のとおり。
| 路線  | 路線     | 2000年 | 2001年 | 2002年 | 2003年 | 2004年 | 2005年 | 2006年 | 2007年 | 2008年 | 2009年 | 出典  |
| ----- | -------- | ------ | ------ | ------ | ------ | ------ | ------ | ------ | ------ | ------ | ------ | ----- |
| 5号線 | 乗車人員 | 15,235 | 16,817 | 16,899 | 17,270 | 16,634 | 15,605 | 15,172 | 15,077 | 14,701 | 14,410 | [ 1 ] |
| 5号線 | 降車人員 | 14,265 | 15,404 | 15,280 | 15,569 | 14,621 | 14,042 | 13,742 | 13,662 | 13,252 | 13,046 | [ 1 ] |
| 5号線 | 乗降人員 | 29,501 | 32,222 | 32,179 | 32,839 | 31,255 | 29,647 | 28,914 | 28,739 | 27,953 | 27,456 | [ 1 ] |
| 路線  | 路線     | 2010年 | 2011年 | 2012年 | 2013年 | 2014年 | 2015年 | 2016年 |        |        |        | [ 1 ] |
| 5号線 | 乗車人員 | 15,465 | 15,913 | 15,949 | 15,861 | 16,021 | 15,420 | 15,203 |        |        |        | [ 1 ] |
| 5号線 | 降車人員 | 14,451 | 14,792 | 14,982 | 14,910 | 15,040 | 14,469 | 14,349 |        |        |        | [ 1 ] |
| 5号線 | 乗降人員 | 29,916 | 30,705 | 30,931 | 30,770 | 31,061 | 29,889 | 29,552 |        |        |        | [ 1 ] |

## 駅周辺
- ソウル子供大公園 - 駅前に同公園の東口に当たる後門がある。
- 九宜野球公園
- 峨嵯山配水池体育公園
- 峨嵯山（朝鮮語版）
- 仙和芸術高等学校（朝鮮語版）
- 仙和芸術中学校（朝鮮語版）
- 景福初等学校（朝鮮語版）
- ソウル広津警察署
- 世宗サイバー大学校（朝鮮語版）
- イーマート24峨嵯山駅支店

## 隣の駅
ソウル交通公社
 5号線
君子駅 (544) - 峨嵯山駅 (545) - クヮンナル駅 (546)